# Can Berga (Palma)
Can Berga és un edifici situat a la plaça del Mercat de Palma. De 1963 ençà és la seu de l'Audiència Provincial de les Illes Balears, i fins al 1984 ho va ser també dels jutjats.
En aquest edifici hi residiren religioses agustines (1231) i més tard, pares franciscans (1278). Aquests el varen vendre a la família Pacs dins el segle xiv, per acabar arribant a la família Berga l'any 1677. El seu primer propietari de la família fou Gabriel de Berga i Santacília. El 1760, el seu fill Gabriel de Berga i Safortesa dugué a terme una important reforma, transformant l'edifici gòtic en un palau barroc d'influència francesa. L'obra fou duta a terme pel mestre Gabriel Pons.
Destaquen a la seva façana: les finestres emmarcades, les dues balconades amb balustrada amb grans suports motllurats i l'escut d'armes de la família Berga al centre. Aquest fou esculpit per Joan Deià. El pati central està envoltat per arcades de tradició barroca. L'any 1942 l'edifici fou venut al Ministeri de Justícia espanyol. Anteriorment, la casa havia albergat una valuosa biblioteca que contenia exemplars dels privilegis i franqueses del Regne de Mallorca i dels usatges de Catalunya de Ramon Berenguer i un manuscrit escrit en hebreu.
Durant un temps, el segle xix, els balcons d'aquesta casa estaven coberts de teules i les portes dels balcons romanien tapiades, i circularen rumors que el motiu era el no voler presenciar les execucions públiques de la plaça del Mercat o la intenció de fer-hi obra per fer els arrambadors d'argent.